# Jinbei F50
Jinbei F50 — компактвэн производства компании Jinbei.

## Описание
Jinbei F50 дебютировал в 2017 году на Шанхайском автосалоне. Автомобиль оснащён 1,6-литровым атмосферным двигателем мощностью 87 кВт (118 л. с.) и крутящим моментом 154 Н·м, который сочетается в паре с пятиступенчатой механической трансмиссией. Официальный расход топлива составляет 6,7 л/100 км. Продажи Jinbei F50 начались в Китае по цене от 59900 до 80900 юаней.

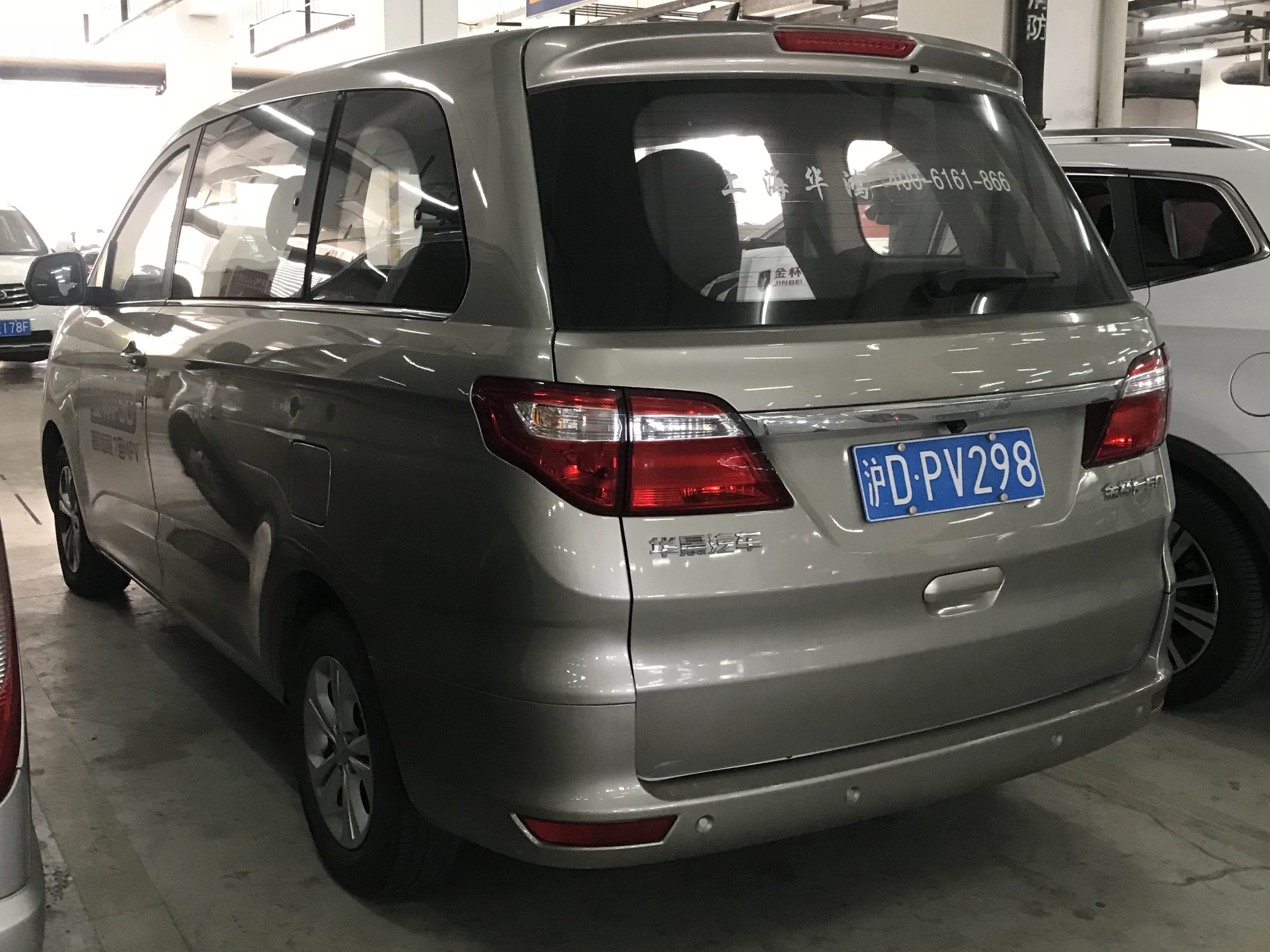
Вид сзади
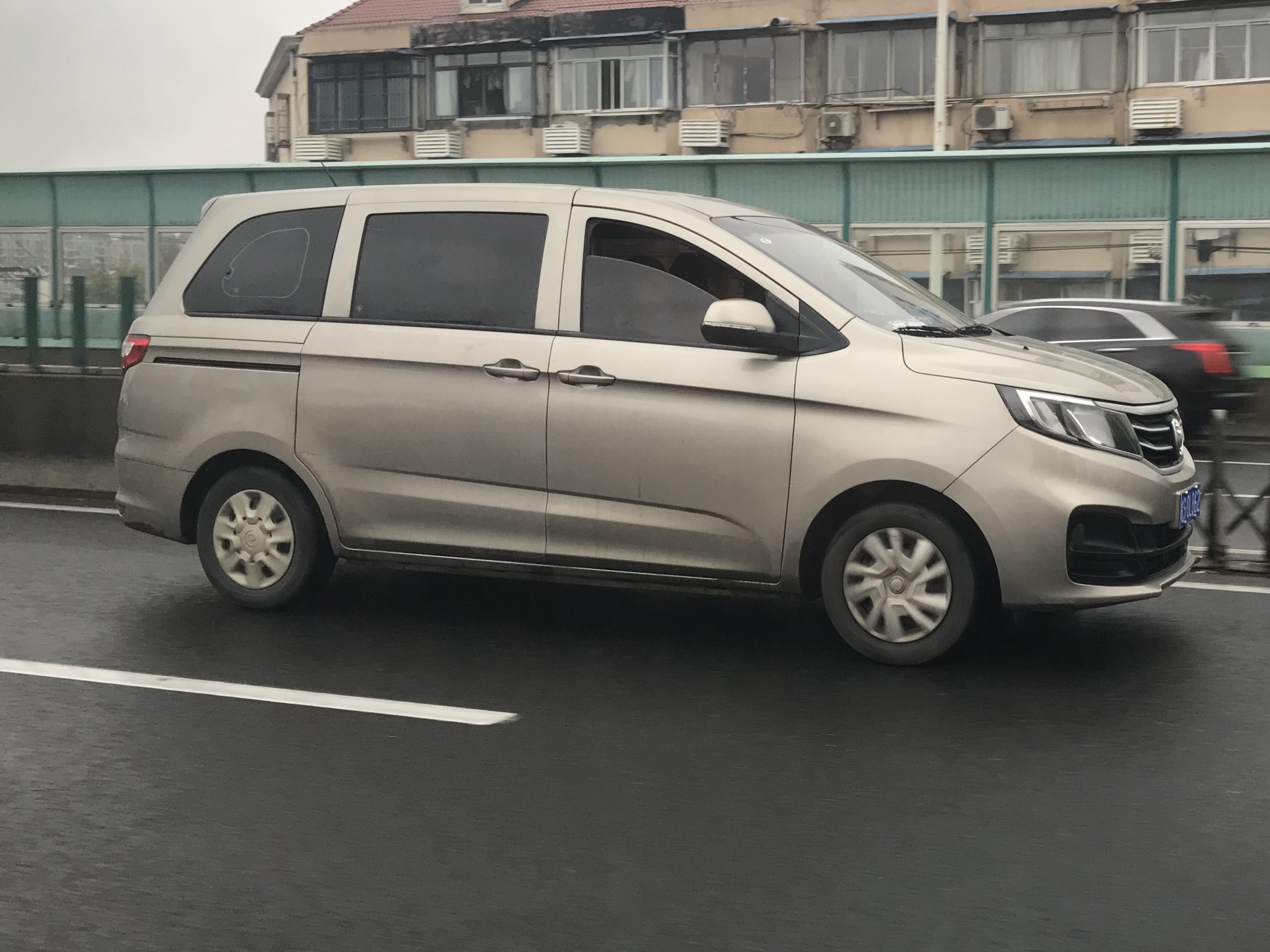
Вид сбоку